# Dyngjahnjúkur
Dyngjahnjúkur är en bergstopp i republiken Island. Den ligger i regionen Norðurland eystra, 240 km nordost om huvudstaden Reykjavík. Toppen på Dyngjahnjúkur är 984 meter över havet.
Trakten runt Dyngjahnjúkur är nära nog obefolkad, med mindre än två invånare per kvadratkilometer. Närmaste större samhälle är Akureyri, omkring 19 kilometer sydost om Dyngjahnjúkur. Trakten runt Dyngjahnjúkur består i huvudsak av gräsmarker.